# Bad Muskau
Bad Muskau (Sorbisch: Mužakow) is een gemeente en plaats in de Duitse deelstaat Saksen en maakt deel uit van de Landkreis Görlitz.
Bad Muskau telt 3.681 inwoners.
Bad Muskau is bekend van het Fürst-Pückler-Park dat grotendeels aan de overkant van de rivier de Neisse ligt en dus sinds 1945 tot de Poolse stad Łęknica behoort.

## Bekende personen
- Leopold Schefer (1784-1862), dichter
- Hermann von Pückler-Muskau (1785-1871), landschapsarchitect, reiziger, schrijver en militair
- Eduard Petzold (1815-1891), landschapsarchitect
- Karl Peglau (1927-2009), verkeerspsycholoog
- Olaf Zinke (1966), schaatser

Bad Muskau ·
Beiersdorf · 
Bernstadt a. d. Eigen ·
Bertsdorf-Hörnitz ·
Boxberg/O.L. ·
Dürrhennersdorf · 
Ebersbach-Neugersdorf ·
Gablenz ·
Görlitz ·
Groß Düben ·
Großschönau · 
Großschweidnitz · 
Hähnichen ·
Hainewalde ·
Herrnhut ·
Hohendubrau ·
Horka ·
Jonsdorf ·
Kodersdorf ·
Königshain ·
Kottmar ·
Krauschwitz ·
Kreba-Neudorf ·
Lawalde · 
Leutersdorf · 
Löbau ·
Markersdorf ·
Mittelherwigsdorf ·
Mücka ·
Neißeaue ·
Neusalza-Spremberg ·
Niesky ·
Oderwitz · 
Olbersdorf · 
Oppach · 
Ostritz · 
Oybin ·
Quitzdorf am See ·
Reichenbach/O.L. ·
Rietschen ·
Rosenbach · 
Rothenburg/O.L. ·
Schleife ·
Schönau-Berzdorf · 
Schönbach ·
Schöpstal ·
Seifhennersdorf ·
Trebendorf ·
Vierkirchen ·
Waldhufen ·
Weißkeißel ·
Weißwasser/O.L. ·
Zittau